# Abdellah Semmat
Abdellah Semmat (ur. 1951 w Marrakeszu) – marokański piłkarz grający na pozycji obrońcy. W swojej karierze grał w reprezentacji Maroka.

## Kariera klubowa
W swojej karierze piłkarskiej Semmat grał w klubie Union Sidi Kacem.

## Kariera reprezentacyjna
W reprezentacji Maroka Semmat zadebiutował w 1975 roku. W 1976 roku był w kadrze Maroka na Puchar Narodów Afryki 1976. Zagrał w nim w pięciu meczach: grupowych z Sudanem (2:2) i z Zairem (1:0) oraz w serii finałowej z Egiptem (2:1), z Nigerią (2:1) i z Gwineą (1:1). Z Marokiem wywalczył mistrzostwo Afryki.
W 1978 roku Semmata powołano do kadry na Puchar Narodów Afryki 1978. W nim rozegrał dwa mecze grupowe: z Tunezją (1:1) i z Ugandą (0:3). W kadrze narodowej grał do 1979 roku.